# バボラ
バボラは、フランスリヨンに本社を置く、フランスのラケットスポーツ専門メーカーである。

## 概要
ラケットスポーツ用品の専門会社として最も歴史が古く、1874年に現代のテニスの基礎が確立されてから、ストリングの発明などテニスの発展に大きく貢献している。もともとは楽器の弦を製造していた。
現在、バボラは世界中のトッププロとストリングの使用契約を結んでいるが、たとえ有名選手でも契約条件は商品提供のみで、契約金は一切支払われていない。逆に使用契約をしていなくても自費で購入しトーナメントで使用しているプロも多く、テニスストリングのトップブランドとしての地位を確立している。
ラケットについてはアンディ・ロディックが現役時代に使用していたピュアドライブや、ラファエル・ナダルが使用しているアエロプロドライブなどが有名。
また、日本でのラケット等購入は限られている。量販店以外ではバボラ専門店で購入可能だが、一般小売店舗は買取り制度によりあまり売られていない。
- 1875年 創業者のピエール・バボラがフランスリヨンで創業。テニスラケット用のストリングを発明。
- 1925年 天然ガットを使ったVSストリングを発売。
- 1975年 電動式ストリングマシン発売。日本でのガット販売も開始。
- 1986年 シンセティックストリング生産開始。
- 1994年 テニスラケットを発表し、ラケット事業に本格参入する。
- 1998年 カルロス・モヤが全仏オープンで優勝し、グランドスラム大会でバボラのラケットが初勝利を納める。ピート・サンプラスが「VS」を使用し、6年連続年度末世界ランキング1位を達成。
- 2001年テニスボールを発売。
- 2003年 ミシュランと提携してシューズを発表。繊維製品も発表。アンディ・ロディックが全米オープンで優勝。年間最終ランキング1位を記録。
- 2005年 ラファエル・ナダルが全仏オープンで初出場で初優勝。キム・クリステルスが全米オープンで優勝。シューズとウェアの日本における本格的な展開を開始。